# Greenevers
Greenevers är en kommun (town) i Duplin County i North Carolina. Vid 2010 års folkräkning hade Greenevers 634 invånare.